# Pseudauletes violaceus
Pseudauletes violaceus is een keversoort uit de familie Rhynchitidae. De wetenschappelijke naam van de soort is voor het eerst geldig gepubliceerd in 1857 door Lucas.